# Бриливка
Бриливка (на украински: Брилівка) е селище от градски тип в Южна Украйна, Олешки район на Херсонска област. Основано е през 1945 година. Населението му е около 4580 души.